# Кубок Азербайджану з футболу 2003—2004
Кубок Азербайджану з футболу 2003–2004 — 12-й розіграш кубкового футбольного турніру в Азербайджані. Переможцем вп'яте став Нефтчі (Баку).

## Перший раунд
Перші матчі відбулися 20 вересня, а матчі-відповіді 5 жовтня 2003 року.
| Команда 1         | Заг. | Команда 2          | 1-й матч | 2-й матч |
| ----------------- | ---- | ------------------ | -------- | -------- |
| Карат (Баку) (2)  | 1:2  | Кяпаз              | 1:0      | 0:2      |
| Енергетик (2)     | 5:1  | Шахдаг (Ґусар)     | 3:0      | 2:1      |
| Адлійя            | 4:1  | Сіязан Броілер (2) | 3:0      | 1:1      |
| Лідер Карабах (2) | 4:1  | САФ (Баку) (2)     | 4:1      | 0:0      |

## Другий раунд
Перші матчі відбулися 18-19 жовтня, а матчі-відповіді 1-2 листопада 2003 року.
| Команда 1                    | Заг. | Команда 2                 | 1-й матч | 2-й матч |
| ---------------------------- | ---- | ------------------------- | -------- | -------- |
| Нефтчі (Баку)                | +:-  | Локомотив (Іміслі)        | -:-      | -:-      |
| Гянджларбірлії (Сумгаїт) (2) | 3:2  | Динамо (Баку)             | 2:0      | 1:2      |
| Кяпаз                        | 9:3  | Хазар (Сумгаїт)           | 6:2      | 3:1      |
| Туран                        | 2:6  | Карабах (Агдам)           | 2:3      | 0:3      |
| Адлійя                       | 1:2  | МОІК                      | 0:2      | 1:0      |
| Лідер Карабах (2)            | 1:22 | Шафа                      | 0:14     | 1:8      |
| Енергетик (2)                | 0:6  | Шамкір                    | 0:3      | 0:3      |
| Бакили                       | 3:1  | Хазар Університеті (Баку) | 3:0      | 0:1      |

## Чвертьфінали
Перші матчі відбулися 17 березня, а матчі-відповіді 23 березня 2004 року.
| Команда 1                    | Заг. | Команда 2       | 1-й матч | 2-й матч |
| ---------------------------- | ---- | --------------- | -------- | -------- |
| МОІК                         | 0:2  | Бакили          | 0:0      | 0:2      |
| Нефтчі (Баку)                | 7:1  | Шафа            | 6:1      | 1:0      |
| Гянджларбірлії (Сумгаїт) (2) | 0:5  | Карабах (Агдам) | 0:0      | 0:5      |
| Кяпаз                        | 0:5  | Шамкір          | 0:0      | 0:5      |

## Півфінали
Перші матчі відбулися 14 квітня, а матчі-відповіді 22 квітня 2004 року.
| Команда 1       | Заг.         | Команда 2     | 1-й матч | 2-й матч |
| --------------- | ------------ | ------------- | -------- | -------- |
| Бакили          | 1:1 пен. 3:5 | Нефтчі (Баку) | 1:0      | 0:1 дч   |
| Карабах (Агдам) | 1:4          | Шамкір        | 1:2      | 0:2      |

## Фінал
| 9 травня 2004 |

| Нефтчі (Баку) | 1:0 дч   | Шамкір |
| ------------- | -------- | ------ |
| Аббасов 104'  | Протокол |        |

| Республіканський стадіон імені Тофіка Бахрамова, Баку Глядачів: 8 000 Арбітр: Іманксан Султані |